# Shep Fields

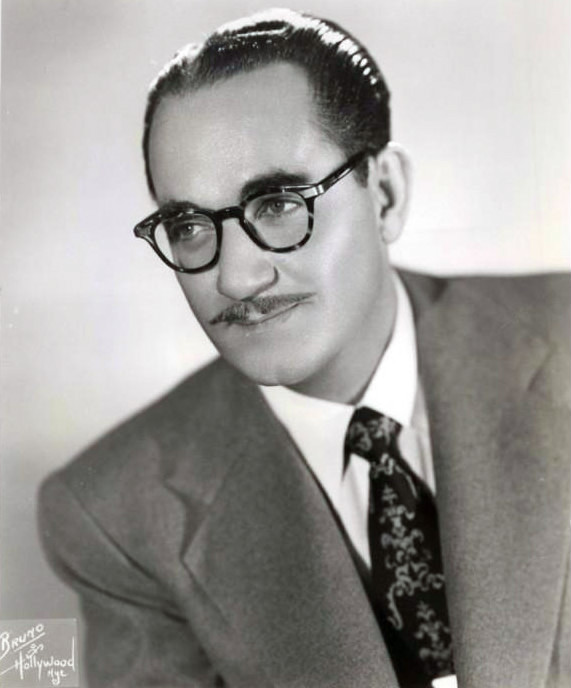
Shep Fields (1957)

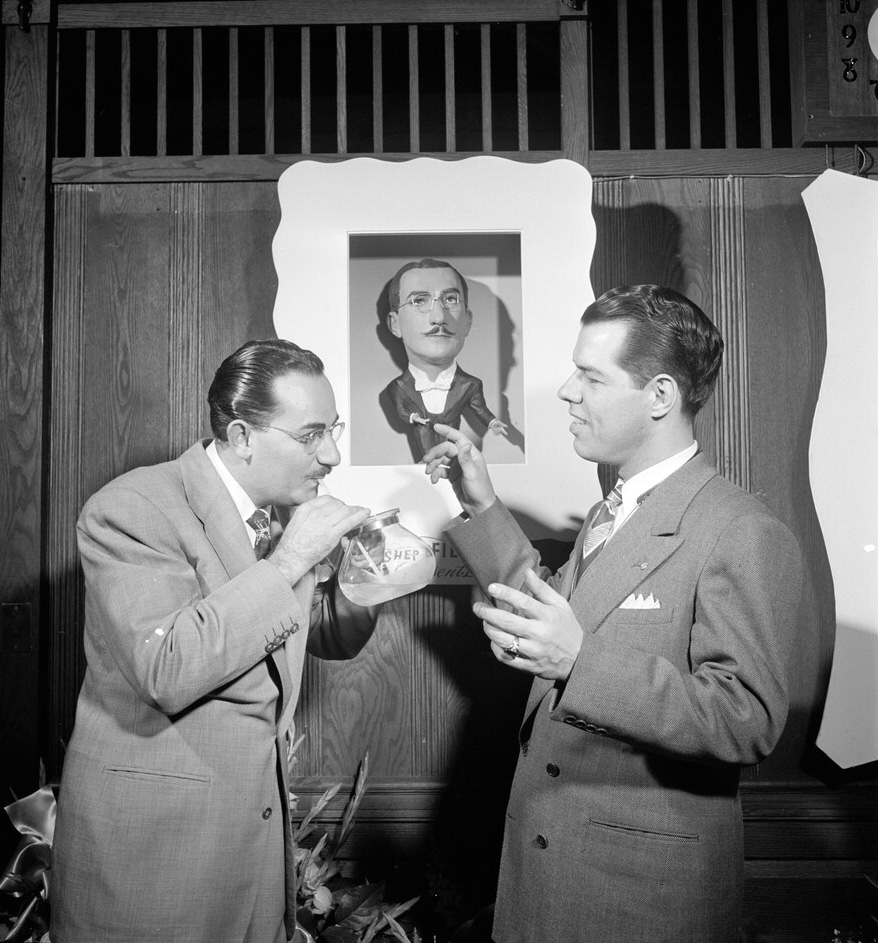
Shep Fields (links) en bandleider Tex Beneke in Glen Island Casino, New York, in mei 1947

Shep Fields (Brooklyn, 12 september 1910 – Los Angeles, 23 februari 1981) was een Amerikaanse jazz-klarinettist en -saxofonist en bigbandleider uit het swing-tijdperk.

## Biografie
Fields speelde in collegebands en in 1931 in de Roseland Ballroom. In 1933 leidde hij een dansband die speelde in Grossinger's Catskill Resort Hotel. In 1934 verving hij met zijn band het Jack Denny Orchestra in Hotel Pierre in New York. Hij stopte hiermee om te werken in een roadshow met het dansduo Veloz and Yolanda. In 1936 speelde hij in Palmer House in Chicago, een optreden dat via de radio werd uitgezonden.
Fields opende zijn shows altijd met het geluid van borrelend water. Hij kwam hierop nadat zijn vrouw een keer met een rietje in een glas sodawater had geblazen. In Chicago hield hij een wedstrijd, waarbij fans een naam voor zijn band konden verzinnen waarin dit geluid op de een of andere manier tot uiting kwam. Het woord rippling werd meer dan eens naar voren gebracht en Fields kwam toen tot Rippling Rhythm. 
In 1936 kreeg hij een platencontract bij Bluebird Records en scoorde vervolgens hits met onder meer "Cathedral in the Pines", "Did I Remember?" en "Thanks For the Memory". In 1937 kreeg Fields een radioshow als vervanger van de band van Paul Whiteman. De show, The Rippling Rhythm Revue, werd steeds aangekondigd door Bob Hope. In 1938 trad Fields op in de Bob Hope/W.C. Fields-film "The Big Broadcast of 1938".
De band van Fields was een orkest dat sweet music in ballrooms speelde. In 1942 probeerde Fields iets nieuws: hij gooide de koperblazers eruit en ging onder de naam Shep Fields and His New Music alleen verder met een houtblazers-sectie. De zanger in die tijd was Ken Curtis, de latere acteur die Festus Hagen speelde in de serie Gunsmoke. Deze band had weinig succes en Fields keerde terug naar zijn oude Rippling Rhythm, die vervolgens onder meer optrad in Glen Island Casino in New Rochelle (zie foto) en in 1948 in Hotel New Yorker.
In 1953 stopte Fields met zijn band. Hij ging naar Houston, waar hij diskjockey werd en later af en toe met een band in Shamrock Hotel optrad. In 1977 maakte hij nog opnames voor Reader's Digest.

## Discografie
- Uncollected Shep Fields and His Rippling Rhythm 1940, volume 1 and 2, Hindsight, 1992
- Shep Fields and His Rippling Rhythm (radio-opnames ca. 1947), Collector's Choice Music, 2003
- That Old Feeling (compilatie), ASV/Living Era, 2004

- Bibliothèque nationale de France: cb139431646 (data)
- Gemeinsame Normdatei: 143387375
- International Standard Name Identifier: 0000 0001 1454 1391
- Library of Congress Control Number: n82078290
- Nationale Bibliotheek van Letland: 000070007
- MusicBrainz: 8e7afcad-1cb0-4856-ac5c-4ac7041063dd
- Virtual International Authority File: 104146989
- WorldCat: E39PBJmDpJXMWkCftYKp8djwG3